# Noyelles-lès-Vermelles
Noyelles-lès-Vermelles ist eine französische Gemeinde mit 2.278 Einwohnern (Stand: 1. Januar 2022) im Département Pas-de-Calais in der Region Hauts-de-France; sie gehört zum Arrondissement Béthune und zum Kanton Douvrin. Die Einwohner werden Noyellois(es) genannt.

## Geographie
Noyelles-lès-Vermelles liegt im dicht besiedelten Nordfranzösischen Kohlerevier zwischen den Städten Béthune, Lens und Lille. Umgeben wird Noyelles-lès-Vermelles von den Nachbargemeinden Cambrin im Norden, Vermelles im Osten, Mazingarbe im Süden sowie Annequin im Westen. 
Durch die Gemeinde führt die frühere Route nationale 43 (heutige D943), an der östlichen Grenze auch das Flüsschen Surgeon.

## Bevölkerungsentwicklung
| Jahr      | 1962 | 1968 | 1975 | 1982 | 1990 | 1999 | 2006 | 2012 | 2020 |
| Einwohner | 1119 | 1158 | 1084 | 1415 | 1851 | 1939 | 2041 | 2315 | 2297 |

## Sehenswürdigkeiten
- Kirche Saint-Vaast aus dem 19. Jahrhundert

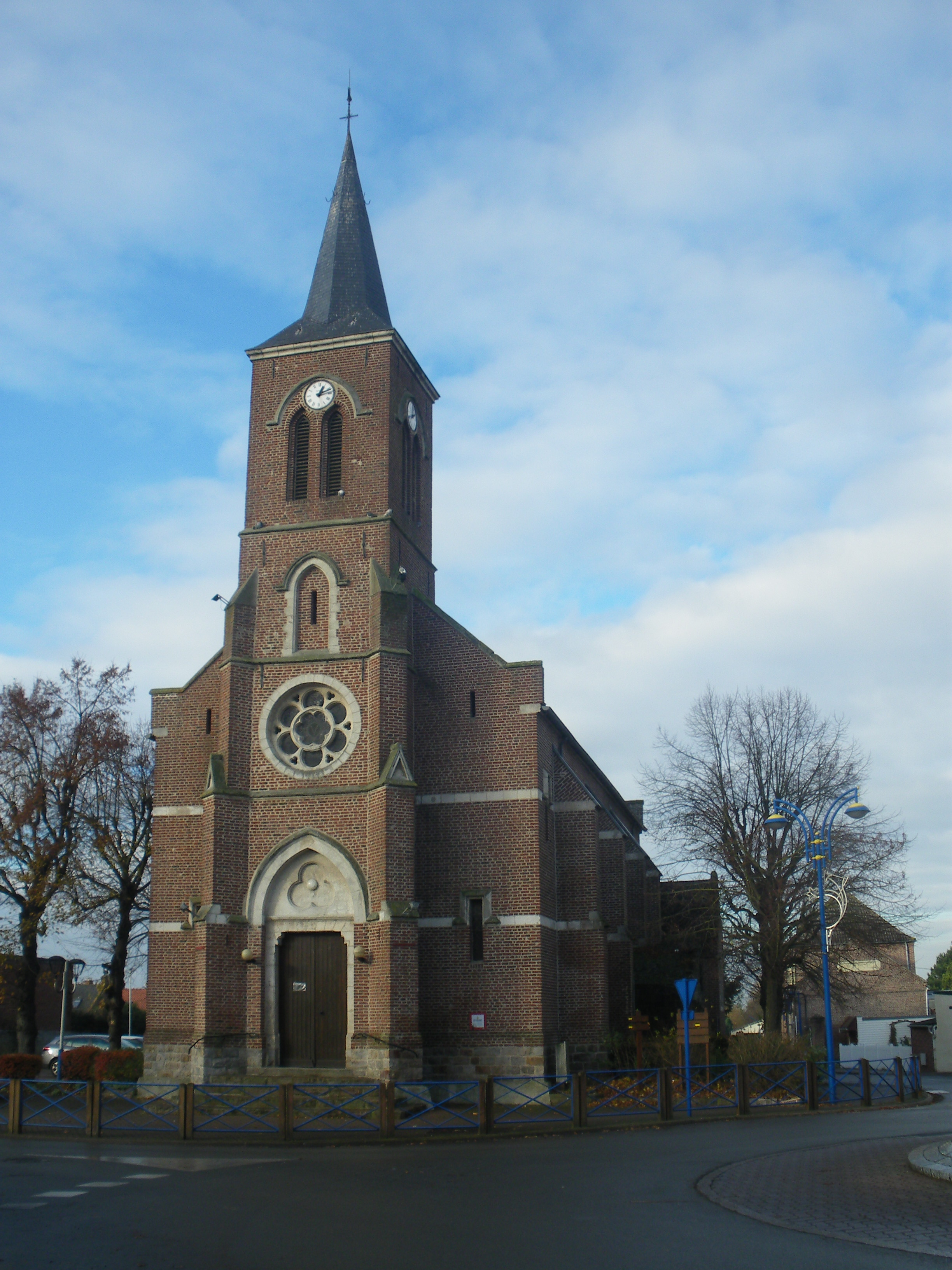
Kirche Saint-Vaast

- Reste der Burg Beaulieu

## Gemeindepartnerschaften
Mit der polnischen Gemeinde Łomianki in der Woiwodschaft Masowien und mit der deutschen Stadt Waldenburg in Sachsen bestehen Partnerschaften.